# Дайм (Барб'є)
Дайм (Барб'є) (англ. Dime Barber) — срібна розмінна монета США вартістю 10 центів, яка карбувалася у 1892-1915 роках. Монета замінила у обігу номінал 10 центів зі «Свободою, що сидить», яка була у обігу понад 50 років.

## Історія
У 1892 році було випущено цілу серію монет у 5-, 10-, 25-, 50- центів, розроблену гравером Чарльзом Барб'є, яка згодом отримала його ім'я. Наприкінці ХІХ століття у обігу накопичилась велика кількість затертих та низькоякісних монет серії з зображенням Свободи що сидить, які карбувалися понад 50 років, у зв'язку з цим Чарльзу Барб'є було дане розпорядження на створення розмінних монет США нового дизайну.
Дайм Барбера 1894 S є однією з найдорожчих монет світу. У 2007 році один з 9 відомих екземплярів був проданий анонімному колекціонерові за 1,9 $ млн.
У 1916 році монету замінив номінал 10 центів «Меркурій».

## Карбування
Монета карбувалася на монетних дворах Філадельфії, Денвера, Нового Орлеану і Сан-Франциско. Позначки монетних дворів розташовувалися під вінком на реверсі.
- Відсутня — монетний двір Філадельфії
- D — монетний двір Денвера
- S — монетний двір Сан-Франциско
- O — монетний двір Нового Орлеану

За весь час було викарбувано понад 500 мільйонів монет цього типу.

## Тираж
| Рік  | Філадельфія        | Денвер     | Новий-Орлеан | Сан-Франциско |
| ---- | ------------------ | ---------- | ------------ | ------------- |
| 1892 | 12 120 000 (1 245) |            | 3 841 700    | 990 710       |
| 1893 | 3 340 000 (792)    |            | 1 760 000    | 2 491 401     |
| 1894 | 1 330 000 (972)    |            | 720 000      | (24)          |
| 1895 | 690 000 (880)      |            | 440 000      | 1 120 000     |
| 1896 | 2 000 000 (762)    |            | 610 000      | 575 056       |
| 1897 | 10 868 533 (731)   |            | 666 000      | 1 342 844     |
| 1898 | 16 320 000 (735)   |            | 2 130 000    | 1 702 507     |
| 1899 | 19 850 000 (846)   |            | 2 650 000    | 1 867 493     |
| 1900 | 17 600 000 (912)   |            | 2 010 000    | 5 168 270     |
| 1901 | 18 859 665 (813)   |            | 5 620 000    | 593 022       |
| 1902 | 21 380 000 (777)   |            | 4 500 000    | 2 070 000     |
| 1903 | 19 500 000 (755)   |            | 8 180 000    | 613 300       |
| 1904 | 14 600 357 (670)   |            |              | 800 000       |
| 1905 | 14 551 623         |            | 3 400 000    | 6 855 199     |
| 1906 | 19 957 731 (675)   | 4 060 000  | 2 610 000    | 3 136 640     |
| 1907 | 22 220 000 (575)   | 4 080 000  | 5 058 000    | 3 178 470     |
| 1908 | 10 600 000 (545)   | 7 490 000  | 1 789 000    | 3 220 000     |
| 1909 | 10 240 000 (650)   | 954 000    | 2 287 000    | 1 000         |
| 1910 | 11 520 000 (551)   | 3 490 000  |              | 1 240 000     |
| 1911 | 18 870 000 (543)   | 11 209 000 |              | 3 520 000     |
| 1912 | 19 349 300 (700)   | 11 760 000 |              | 3 420 000     |
| 1913 | 19 760 000 (622)   |            |              | 510 000       |
| 1914 | 17 360 230 (425)   | 11 908 000 |              | 2 100 000     |
| 1915 | 5 620 000 (450)    |            |              | 960 000       |
| 1916 | 18 490 000         |            |              | 5 820 000     |

(У дужках позначена кількість монет з якістю пруф)

## Опис

### Аверс
На аверсі монети знаходиться бюст жінки, що символізує Свободу. Її волосся оздоблює лавровий вінок і діадема на якій розташовано напис «LIBERTY». Над зображенням Свободи півколом напис «IN GOD WE TRUST», внизу — рік випуску, а з боків знаходяться 13 зірок за кількістю перших штатів. На основі шиї можна розглядати літеру B, яка є монограмою гравера Чарльза Барб'є.

### Реверс
На реверсі зображений вінок з оливкових гілок, пучків пшениці та качанів кукурудзи. У центрі позначений номінал монети «ONE DIME».